# 巴尔坦德先生
《Mr.Bartender》（又名《巴爾坦德先生》），得利影視股份有限公司in微創為IP版權所有公司。《Mr. Bartender》作為原創網路影集，從周遭朋友的故事出發，內容闡述了許多發生在酒吧裡的故事，找出現在社會上的癥結。由SELFPICK團隊製作。藉由調酒師與客人之間的互動探討各種人生議題。2016年推出第二季，改由知名演員演出。 本劇預計會推出五季以及一部電影版剪輯，第二季第4集即是重啟集資製作而成，在製作完第三季後，劇組將轉而製作《私室》，本劇的計畫而暫時停止。

## 簡介
使用現代年輕人熟悉的流行元素「酒保」為主，在一個彷彿私房小店的場景之下，藉由店主與客人的對話，帶出現代台灣人的茫然與困惑，彷彿是日本漫畫《深夜食堂》的翻版，只不過這位老闆不開伙，甚至也不會主動給你什麼人生大道理，他只會默默地端上一杯為你精心調配的酒，在開場音樂和節奏優雅的運鏡中，緩緩引導出人們的情緒。

## 演員陣容
| 演員   | 角色          | 登場季數 | 登場季數 | 登場季數 | 登場集數 |
| 演員   | 角色          | 1        | 2        | 3        | 登場集數 |
| ------ | ------------- | -------- | -------- | -------- | -------- |
| 徐嘉凱 | Mr. Bartender | 主演     | 主演     | 主演     | 15       |
| 廖奕琁 | Helen         |          | 主演     | 主演     | 11       |
| 謝祖武 | Jeff          |          | 主演     | 主演     | 7        |
| 安哲   | Ray           |          | 主演     |          | 3        |
| 李至正 | Lucas         |          |          | 主演     | 7        |
| 陽詠存 | Mandy         |          |          | 主演     | 7        |
| 楊駿文 | Peter         |          |          | 配角     | 4        |

### 主要角色
- 徐嘉凱 飾演 Mr. Bartender

英文名為Jack，酒吧老闆，聽聞過形形色色的客人的故事。
- 廖奕琁 飾演 Helen

從澳洲歸國，擁有對理想與生活本質的追求，後在國外的經歷成為名氣不小的部落客。
- 謝祖武 飾演 Jeff

創投公司執行董事，是個資本主義者，總和Helen的意見及看法分歧。
- 安哲 飾演 Ray

Helen的好友，被譽為創業之星。
- 李至正 飾演 Lucas

知名音樂製作人，雖然懷抱理想，但卻被現實的環境所消磨。
- 陽詠存 飾演 Mandy

擁有實力及歌手夢的女孩，即便面臨困境然堅持追夢。

### 其他人物
- 羅巧倫 飾演 王總編（Ep 8）
- 陳祐儁 飾演 Mark（Ep 8）
- 楊駿文 飾演 Peter

Lucas的徒弟
- 趙孟姿（Ep 9）

Tracy的經紀人
- 莫棠予 飾演 Tracy（Ep 9）

空有外表的女歌手

## 集數

### 第一季
| 1 | 1 | 愛情哪有什麼自私不自私   | 2015年8月5日  | 吳子霏 飾演 Gina  |
| 2 | 2 | 教育其實是個陷阱         | 2015年8月12日 | 曾紫庭 飾演 Nick  |
| 3 | 3 | 設計一個自己的態度       | 2015年8月19日 | 鄒寧恩 飾演 Molly |
| 4 | 4 | 頒獎典禮只是一個晚上的事 | 2015年8月28日 | Lulu 飾演 Lulu    |

#### 歌曲
| 曲別   | 歌名        | 集數 | 演唱者 | 作詞             | 作曲             |
| 片頭曲 | To My World | 1-4  | 楊子樸 | The Writers 寫手 | The Writers 寫手 |
| 片尾曲 | 灼火        | 1    | 楊子樸 | The Writers 寫手 | The Writers 寫手 |
| 片尾曲 | 自由歌      | 2    | 楊子樸 | The Writers 寫手 | The Writers 寫手 |
| 片尾曲 | 剪一段我    | 3    | 楊子樸 | The Writers 寫手 | The Writers 寫手 |
| 片尾曲 | 對吧        | 4    | 楊子樸 | The Writers 寫手 | The Writers 寫手 |

### 第二季
| 5 | 1 | 人生有機會成本可以算嗎？ | 徐嘉凱         | 2016年3月1日  |
| 6 | 2 | 世界真的跟你想的一樣嗎？ | 徐嘉凱         | 2016年3月8日  |
| 7 | 3 | 成功到底是為了什麼？     | 徐嘉凱         | 2016年3月15日 |
| 8 | 4 | 我們的價值，由誰來決定   | 徐嘉凱、高浩敏 | 2016年7月20日 |

#### 歌曲
| 曲別   | 歌名        | 演唱者 | 作詞             | 作曲             |
| 片尾曲 | To My World | 楊子樸 | The Writers 寫手 | The Writers 寫手 |

### 第三季
| 9  | 1 | 活在一個失去專業的環境 | 2016年8月31日 |
| 10 | 2 | 夢想並不是努力就可以的 | 2016年8月31日 |
| 11 | 3 | 每個人都有權利去改變   | 2016年9月7日  |
| 12 | 4 | 因為我們並不完美       | 2016年9月14日 |
| 13 | 5 | 世界跟你想像的並不同   | 2016年9月21日 |
| 14 | 6 | 任何事情都有代價       | 2016年9月28日 |
| 15 | 7 | 每個人都有自己的規則   | 2016年10月5日 |

#### 歌曲
| 曲別   | 歌名 | 演唱者         | 作詞             | 作曲             |
| 片尾曲 | 灼火 | 陽詠存、楊子樸 | The Writers 寫手 | The Writers 寫手 |

## 製作團隊
- 導演：徐嘉凱
- 副導演：蕭宇伶（第2－3季）
- 執行導演：游子毅（第1季）
- 製片：吳佳如
- 製作助理：沈柔君（第1季）、蔡宇杰（Ep 5－7）、吳孟倫（Ep 8－15）、高靖瑀（Ep 8－15）
- 編劇：徐嘉凱、高浩敏（Ep 8－15）
- 攝影師：林子堯、游子毅（Ep 5－7）、周賢晏（Ep 8－15）、李建翰（Ep 8－15）
- 攝影助理：邱立中（Ep 1－4、8－15）、林京佑、劉政偉（Ep 8－15）、多奧·阿季（第2－3季）、謝季廷（Ep 8－15）、呂紹暐（Ep 8－15）
- 現場錄音師：白仕安（Ep 1－7）、徐宗詮（Ep 8－15）
- 現場錄音助理：王明涵（第1季）
- 收音師：郭晉華（第2季）、王明涵（Ep 5－7）、陳偉峰（Ep 8－15）、郭逸寧（Ep 8－15）
- 燈光師：陳柏睿（第2－3季）、宋重穎（Ep 1－7）
- 燈光：宋重穎（Ep 8－15）、林岑璋（Ep 8－15）、陳育緯（Ep 8－15）
- 燈光助理：曾浩威（第1季）、韓山屏（第2季）
- 美術指導：何姿瑩
- 美術助理：吳俐亭（第1季）、丁思涵（第2－3季）
- 化妝師：邱俊德
- 髮型師：邱俊德（第1季）、李郁琴（Ep 1－7）
- 妝髮師：邱馨瑩（Ep 8－15）、謝宏展（Ep 8－15）
- 造型師：陳冠伶（Ep 8－15）
- 場記：高浩敏（Ep 1－7）、藍禎儀（Ep 8－15）
- 劇照：陳仁哲（第1季）、吳虹儀（Ep 1－7）、游子毅（Ep 8）、陳郁中（Ep 8）
- 後製：徐嘉凱（第1季）
- 剪輯：徐嘉凱（Ep 5－7）、蕭宇伶（Ep 8－15）
- 調色／光：徐嘉凱（Ep 8－15）
- 視覺設計：何姿瑩
- 混音師：伊勗賢（第2－3季）
- 配樂：楊子樸
- 英文字幕：賴庭筠（第1季）
- 幕後側錄：黃柏儒（第2季）、史芫綺（Ep 1－7）、游子毅（Ep 8－15）、李禹萱（Ep 8－15）
- 檔案管理：林冠蕙（第2季）
- 行銷統籌：游子毅（第3季）

## 資料來源
1. ↑  
影集辯人生 「他」批年輕人：全副武裝卻躊躇不前 （页面存档备份，存于）,2016-03-16 自由時報
2. ↑  
從聽故事的人，到說故事給你聽，SELF PICK 自製原創影集《Mr.Bartender》 （页面存档备份，存于）,2015.11.03 大人物

## 外部連結
- YouTube官方網站
- in微創官方網站（繁體中文）
- 製作官方網站（繁體中文）